# نیرید (قمر)

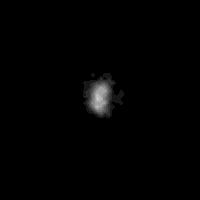

 نیرید (ماه)ˈnɪəriː.ɪd نام یکی از ماه‌های نپتون است که در سال ۱۹۴۹ میلادی کشف شد.
قطر آن ۳۴۰ کیلومتر، جرمش ۲٫۷‎×۱۰۱۹ کیلوگرم، نیم محور بزرگ چرخش آن به دور نپتون ۵٬۵۱۳٬۸۱۸ کیلومتر، دوره مداری آن ۳۶۰/۱۳ روز، انحراف مداری  ۷/۰۹۰ درجه و خروج از مرکز آن ۰/۷۵۰۷ است. در سال ۱۹۴۹ اخترشناس آمریکایی جرارد کویی‌پر خارجی‌ترین قمر نپتون، نریید را کشف کرد.